# Дорога Ледо
Дорога Ледо или дорога Стилвелла — дорога, проложенная союзными войсками в годы Второй мировой войны от города Ассам (Индия) до Бирманской дороги с целью возобновления поставок военных грузов в Китай после захвата в 1942 году Бирмы Японией. Второе название получила в честь американского генерала Джозефа Стилуэлла в 1945 году по предложению Чан Кайши.
После захвата Рангуна японскими войсками, большая часть грузов перевозилась в Китай по воздуху через восточные отроги Гималаев. В XIX веке британские инженеры провели осмотр перевала Пансау, лежащего на высоте 1136 м на границе Индии и Бирмы и решили, что через него можно проложить железную дорогу, однако проект не был реализован. После того, как японцы выбили английские войска из Бирмы, США решили построить дорогу через перевал в качестве альтернативы Бирманской дороге.
Из-за высокой важности проекта командование США направили на сооружение дороги 15 тыс. человек. Дорога Ледо строилась с 16 декабря 1942 года по 20 мая 1945 года, её длина составила 436 км. До окончания войны по ней было перевезено 35 тыс. т военных грузов.
Стоимость постройки дороги американскими войсками оценивается в $148 млн. При строительстве было извлечено 10 327 500 м³ земли, и построены переправы через 10 крупных и 155 мелких рек..
После освобождения Бирмы о дороге Ледо постепенно забыли. Последний зарегистрированный проезд по ней состоялся в 1955 году в ходе экспедиции «Oxford-Cambridge Overland Expedition» из Лондона в Сингапур и обратно. Долгие годы путешествия в этот регион были запрещены правительством Индии из-за постоянных столкновений между индийскими войсками и повстанцами.